# Selecció de futbol de Suïssa
La selecció de futbol de Suïssa (alemany: Schweizer Fußballnationalmannschaft, italià: Nazionale di calcio della Svizzera) és l'equip representatiu del país en les competicions oficials. La seva organització està a càrrec de l'Associació Suïssa de Futbol (SFV-ASF), la qual és membre de la UEFA.

## Estadístiques
- Participacions en Copes del Món = 8
- Primera Copa del Món = 1934
- Millor resultat a la Copa del Món = Quarts de final (1934, 1938 i 1954)
- Participacions en Eurocopes = 2
- Primera Eurocopa = 1996
- Millor resultat a l'Eurocopa = Primera fase (1996 i 2004)
- Participacions olímpiques = 2
- Primers Jocs Olímpics = 1924
- Millor resultat olímpic =  Medalla de plata (1924)
- Primer partit

| França | 1–0 | Suïssa |
| ------ | --- | ------ |
|        |     |        |

 París, (França)        
- Major victòria

| Suïssa | 7–0 | San Marino |
| ------ | --- | ---------- |
|        |     |            |

 Sankt Gallen, (Suïssa)        
- Major derrota

| Suïssa | 0–9 | Anglaterra |
| ------ | --- | ---------- |
|        |     |            |

 Basilea, (Suïssa)        

## Participacions en la Copa del Món
Campions      Finalistes      Tercers      Quarts
Un requadre vermell indica que eren amfitrions del campionat.
| Historial a la Copa del Món | Historial a la Copa del Món | Historial a la Copa del Món | Historial a la Copa del Món | Historial a la Copa del Món | Historial a la Copa del Món | Historial a la Copa del Món | Historial a la Copa del Món | Historial a la Copa del Món |
| Edició                      | Ronda                       | Posició                     | PJ                          | PG                          | PE                          | PP                          | GF                          | GC                          |
| --------------------------- | --------------------------- | --------------------------- | --------------------------- | --------------------------- | --------------------------- | --------------------------- | --------------------------- | --------------------------- |
| 1930                        | No hi participà             | No hi participà             | No hi participà             | No hi participà             | No hi participà             | No hi participà             | No hi participà             | No hi participà             |
| 1934                        | Quarts de final             | 7s                          | 2                           | 1                           | 0                           | 1                           | 5                           | 5                           |
| 1938                        | Quarts de final             | 7s                          | 3                           | 1                           | 1                           | 1                           | 5                           | 5                           |
| 1950                        | Primera fase                | 6s                          | 3                           | 1                           | 1                           | 1                           | 4                           | 6                           |
| 1954                        | Quarts de final             | 8s                          | 4                           | 2                           | 0                           | 2                           | 11                          | 11                          |
| 1958                        | No es classificà            | No es classificà            | No es classificà            | No es classificà            | No es classificà            | No es classificà            | No es classificà            | No es classificà            |
| 1962                        | Primera fase                | 16s                         | 3                           | 0                           | 0                           | 3                           | 2                           | 8                           |
| 1966                        | Primera fase                | 16s                         | 3                           | 0                           | 0                           | 3                           | 1                           | 9                           |
| 1970                        | No es classificà            | No es classificà            | No es classificà            | No es classificà            | No es classificà            | No es classificà            | No es classificà            | No es classificà            |
| 1974                        | No es classificà            | No es classificà            | No es classificà            | No es classificà            | No es classificà            | No es classificà            | No es classificà            | No es classificà            |
| 1978                        | No es classificà            | No es classificà            | No es classificà            | No es classificà            | No es classificà            | No es classificà            | No es classificà            | No es classificà            |
| 1982                        | No es classificà            | No es classificà            | No es classificà            | No es classificà            | No es classificà            | No es classificà            | No es classificà            | No es classificà            |
| 1986                        | No es classificà            | No es classificà            | No es classificà            | No es classificà            | No es classificà            | No es classificà            | No es classificà            | No es classificà            |
| 1990                        | No es classificà            | No es classificà            | No es classificà            | No es classificà            | No es classificà            | No es classificà            | No es classificà            | No es classificà            |
| 1994                        | Vuitens de final            | 16s                         | 4                           | 1                           | 1                           | 2                           | 5                           | 7                           |
| 1998                        | No es classificà            | No es classificà            | No es classificà            | No es classificà            | No es classificà            | No es classificà            | No es classificà            | No es classificà            |
| 2002                        | No es classificà            | No es classificà            | No es classificà            | No es classificà            | No es classificà            | No es classificà            | No es classificà            | No es classificà            |
| 2006                        | Vuitens de final            | 10s                         | 4                           | 2                           | 2                           | 0                           | 4                           | 0                           |
| 2010                        | Primera fase                | 19s                         | 3                           | 1                           | 1                           | 1                           | 1                           | 1                           |
| 2014                        | Vuitens de final            | 11s                         | 4                           | 2                           | 0                           | 2                           | 7                           | 7                           |
| 2018                        | Vuitens de final            | 14s                         | 4                           | 1                           | 2                           | 1                           | 5                           | 5                           |
| 2022                        | Vuitens de final            | 12s                         | 4                           | 2                           | 0                           | 2                           | 5                           | 9                           |
| 2026                        | Pendent                     | Pendent                     | Pendent                     | Pendent                     | Pendent                     | Pendent                     | Pendent                     | Pendent                     |
| 2030                        | Pendent                     | Pendent                     | Pendent                     | Pendent                     | Pendent                     | Pendent                     | Pendent                     | Pendent                     |
| 2034                        | Pendent                     | Pendent                     | Pendent                     | Pendent                     | Pendent                     | Pendent                     | Pendent                     | Pendent                     |
| Total                       | Quarts de final             | Quarts de final             | 41                          | 14                          | 8                           | 19                          | 55                          | 73                          |

## Participacions en l'Eurocopa
- Des de 1960 a 1992 - No es classificà
- 1996 - Primera fase
- 2000 - No es classificà
- 2004 - Primera fase – 15é lloc
- 2008 - Primera fase
- 2012 - No es classificà
- 2016 - Vuitens de final
- 2020 - Quarts de final
- 2024 - Quarts de final

## Jugadors històrics
- André Abegglen
- Max Abegglen
- Stéphane Chapuisat
- Alexander Frei
- Alain Geiger
- Heinz Hermann
- Stéphane Henchoz
- Ciriaco Sforza
- Kubilay Türkyilmaz
- Hakan Yakin
- Murat Yakin
- Johan Vonlanthen
- Philippe Senderos
- Xherdan Shaqiri
- Granit Xhaka

## Entrenadors
- 1905-1910:  Francois Dégerine
- 1910-1924: Comissió tècnica
- 1924-1924:  Jimmy Hogan
- 1924-1934: Comissió tècnica
- 1934-1934:  Henry Müller
- 1934-1937: Comissió tècnica
- 1937-1938:  Karl Rappan
- 1938-1941: Comissió tècnica
- 1942-1949:  Karl Rappan
- 1950-1950:  Franco Andreoli
- 1950-1952: Comissió tècnica
- 1953-1954:  Karl Rappan
- 1954-1954:  Hans Rüegsegger
- 1955-1958:  Jacques Spagnoli
- 1958-1959:  Willibald Hahn
- 1960-1963:  Karl Rappan
- 1964-1964:   Jiri Sobotka
- 1964-1967:  Alfredo Foni
- 1968-1969:  Erwin Ballabio
- 1970-1970:  René Hüssy
- 1970-1972:  Louis Maurer
- 1972-1973:  Bruno Michaud
- 1973-1976:  René Hüssy
- 1976-1976:  Miroslav Blažević
- 1977-1979:  Roger Vonlanthen
- 1979-1980:  Leo Walker
- 1981-1985:  Paul Wolfisberg
- 1986-1989:   Daniel Jeandupeux
- 1989-1989:  Paul Wolfisberg
- 1989-1991:  Uli Stielike
- 1992-1996:  Roy Hodgson
- 1996-1996:  Artur Jorge
- 1996-1997:   Rolf Fringer
- 1998-1999:   Gilbert Gress
- 2000-2000:  Hans-Peter Zaugg
- 2000-2001:  Enzo Trossero
- 2001-2008:  Jakob "Köbi" Kuhn
- 2008-2014:   Ottmar Hitzfeld
- 2014-2021:   Vladimir Petković
- 2021-avui:  Murat Yakın